# Побуна социјалних кредитора 1937.
Побуна социјалних кредитора из 1937. године догодила се од марта до јуна 1937. у канадској покрајини Алберта. То је била побуна против премијера Вилијама Аберхарта од стране чланова скупштине. Дисиденти су били незадовољни Аберхартовим неуспехом да Албертанцима обезбеди месечне дивиденде у износу од 25 америчких долара путем социјалних кредита, као што је обећао пре избора 1935. године. Када се 1937. године владин буџет није направио што се тиче примене дивиденда, многи чланови скупштине су се отворено побунили и претили да ће поразити владу гласањем о поверењу.
Побуна се догодила у периоду превирања за Аберхарта и његову владу: поред дисидентских уљеза, половина кабинета је поднела оставку или је отпуштена у периоду краћем од годину дана. Аберхарт се такође суочио са критикама због планирања да присуствује крунисању Џорџа VI о трошку покрајине и због гушења покушаја опозива против њега од стране гласача његове изборне јединице.
Након бурне расправе у којој је опстанак владе доведен у питање, постигнут је компромис којим се Аберхартова влада препустила значајној власти комитету залеђа. Овај одбор, у којем доминирају побуњеници, регрутовао је два британска стручњака за социјалне кредите да дођу у Алберту и саветују остале о примени социјалних кредита. Међу првим потезима стручњака било је тражење залога за лојалност од правних лица за социјалну помоћ. Готово сви су потписали, чиме је криза окончана, иако је већина закона које су предложили стручњаци на крају била забрањена или обрисана као неуставна.

## Почетак
Усред Велике депресије учитељ и радио еванђелиста из Калгарија Вилијам Аберхарт постао је преобраћеник у британску економску теорију која се назива социјални кредит. Верујући да би то могло окончати депресију и вратити просперитет, почео је да је промовише око Алберте. Када се покрајинска влада показала отпорном да је усвоји, Аберхарт је одлучио да на покрајинске изборе 1935. упути кандидате за социјалне кредите. Ови кандидати су освојили 56 од 63 покрајинских места, а Аберхарт је постао премијер Алберте.
У току кампање, Аберхарт је обећао да ће повећати куповну моћ Албертанаца пружајући месечне дивиденде свим грађанима у облику „кредитних сертификата“ о којима се не може преговарати. Иако се није обавезао ни на један одређени износ дивиденде, као разумне цифре навео је 20 долара, а касније и 25 долара месечно. Иако је приметио да су ове бројке дате „само у илустративне сврхе“, понављао их је тако често да би, према процени његових биографа Дејвида Елиота и Ајрис Милер, „било који редовни слушалац могао је да стекне утисак да му је Аберхарт обећавао 25 долара месечно ако социјални кредит дође на власт“.
Аберхарт је био у сукобу са Клифордом Дагласом, британским зачетником социјалних кредита. Даглас, док је марљиво избегавао конкретне коментаре на албертанске предлоге, предао их је свом Секретаријату за социјалне кредите на преглед; утврдило је да су „погрешне од почетка до краја“.
До краја 1936. године Аберхартова влада није напредовала у правцу обећаних дивиденди, што је многе Албертанце оставило у разочарању и фрустрираности. Ти Албертанци су укључивали неке од Аберхартових сопствених чланова владе за социјалне кредите, који су изабрани на основу обећања о дивиденди и били су љути на Аберхартов неуспех да то спроведе. Неки од њих су сматрали да, док је идеја социјалног кредита била здрава, Аберхарту недостаје стварно разумевање Дагласове теорије и не може је применити. Ови чланови скупштине су желели да Даглас или неко из његове британске организације дође у Алберту и испуни Аберхартова предизборна обећања. Један од њих, Самјуел Барнс, избачен је из клуба посланика јер је изразио ове ставове.